# 장 (룩셈부르크)
장(프랑스어: Jean, 1921년 1월 5일 ~ 2019년 4월 23일)은 룩셈부르크 대공이다. 어머니는 룩셈부르크 여대공 샤를로트이며 아버지는 파르마 공국의 마지막 군주 로베르토 1세의 아들인 부르봉파르마의 펠릭스이다. 오스트리아-헝가리의 마지막 황후였던 부르봉파르마의 치타는 그의 고모이다. 대부는 교황 베네딕토 15세이다.
1921년 샤를로트 여대공의 장남으로 태어나 어린 시절을 룩셈부르크에서 보낸 뒤 영국의 기숙학교에서 공부했다. 1939년 성인이 되자 대공세자가 되었다. 1940년 독일의 룩셈부르크 침공으로 대공 일가를 프랑스, 캐나다 등을 전전하며 망명생활을 했다. 이 시기 장은 퀘벡의 라발 대학교에 진학해 공부를 계속했다. 1942년에 영국군에 지원해 제2차 세계대전에 참전하기도 했다. 1964년에는 어머니 샤를로트의 양위로 대공의 자리에 올랐으며, 본인도 2000년 10월 7일 장남인 앙리에게 양위하였다. 2005년 1월 10일에 아내 조제핀샤를로트가 폐암으로 사망했고 14년 뒤 장 본인도 2019년 4월 23일에 사망하였다.

## 자녀
1953년 4월 9일 벨기에 공주 조제핀샤를로트와 결혼해 3남 2녀를 두었다.
- 마리 아스트리드(1954-)
- 앙리(1955-)
- 장(1957-)
- 마르가레타(1957-)
- 기욤(1963-)